# Metal Combat: Falcon's Revenge
Metal Combat: Falcon's Revenge är ett SNES-spel från 1993 utvecklat av Nintendo och Intelligent Systems. Spelet är uppföljaren till Battle Clash och spelas precis som föregångaren med Super Scope. Spelet var först tänkt att heta Battle Clash II, men namnet ändrades strax innan spelet släpptes i USA.

## Handling
Tre år har gått sedan Mike Anderson besegrade Anubis. En framgångsrik epok har börjat, och många större städer på Jorden blomstrar återigen. Plötsligt återvänder Anubis, och Mike måste stoppa honom.
Anubis avslöjar senare att han bara är en av flera som utgör ett mycket större hot. En utomjordisk art, "Eltorians", har kommit för att erövra Jorden, och Mike måste rädda Solsystemet. Slutligen dyker rymdfarkosten "Eltoria" upp, och Mike måste ta sig dit och besegra Anubis.
I detta spel kan man välja vilken robot man vill styra, Falcon eller Tornado. Falcon styrs av Mike och Tornado av kvinnan Carol Eugene.
Spelet innehåller också ett tvåspelarläge, där den ena styr roboten medan den andra skjuter med lasergeväret.

### Fotnoter
1. ↑  ”Intelligent Systems”. Arkiverad från originalet den 10 april 2014. https://web.archive.org/web/20140410192435/http://www.intsys.co.jp/english/software/index.html. Läst 30 april 2014.
2. 1 2  ”Metal Combat” (på svenska). Nintendomagasinet (Kungsbacka: Atlantic) (3 1994):  sid. 12. mars 1994. Läst 30 april 2014.